# 上菅站
上菅站（日语：／ Kamisuge eki */?）是位於鳥取縣日野郡日野町上菅字內原，屬於西日本旅客鐵道（JR西日本）的伯備線車站。

## 歷史
- 1925年（大正14年）4月1日 - 伯備北線生山站至黑坂站之間開設此站。
  - 當時車站地址為鳥取縣日野郡黑坂村上菅字內原。
- 1928年（昭和3年）10月25日 - 伯備北線成為伯備線一部分。
- 1936年（昭和11年）1月1日 - 黑坂村實施町制，成為黑坂町，車站地址為鳥取縣日野郡黑坂町上菅字內原。
- 1959年（昭和34年）5月1日 - 隨著日野町成立，車站地址為現時位置。
- 1987年（昭和62年）4月1日 - 伴隨國鐵分割民營化，車站由西日本旅客鐵道（JR西日本）營運。

## 車站構造

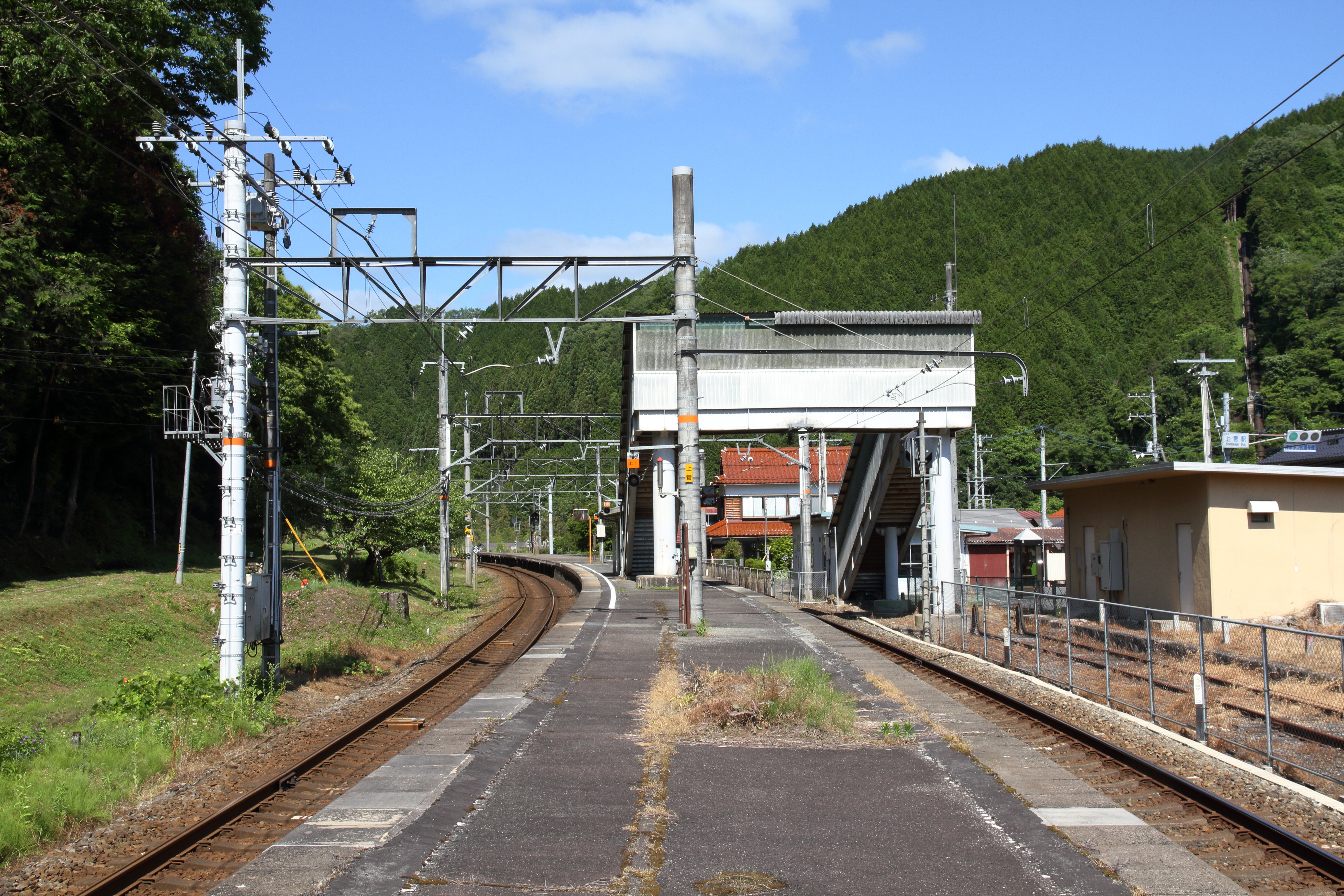
月台（2024年6月）

本站是地面車站，設有1面2線的島式月台，可進行列車交會。站房位於下行月台北邊，兩月台之間設有跨線橋連接。本站是由米子站管理的無人車站。站內沒有自動售票機。跨線橋入口曾設有乘車站證明票發票機。此站不可使用ICOCA等交通系IC卡。

### 月台
| 月台 | 路線   | 上下行 | 方向           |
| ---- | ------ | ------ | -------------- |
| 1    | 伯備線 | 下行   | 米子方向       |
| 2    | 伯備線 | 上行   | 新見、岡山方向 |

※截至2017年3月，站內開始設置月台編號，在車站大樓側（下行）為1號月台。在列車運輸指令上，兩月台編號掉轉。

## 使用狀況
以下為近年1日平均上下車人次列表：
| 乘車人次變化 | 乘車人次變化      |
| 年度         | 1日平均上下車人次 |
| ------------ | ----------------- |
| 2012年       | 10                |
| 2013年       | 12                |
| 2014年       | 10                |
| 2015年       | 8                 |

## 車站周邊
- 國道181號（日语：国道181号）（國道183號（日语：国道183号）重疊區間）

## 相鄰車站
西日本旅客鐵道
 伯備線
生山－上菅－黑坂

## 注腳
1. ↑  . JR出門網. 西日本旅客鐵道.   [2019年9月15日]. （原始内容存档于2019年9月15日）.
2. ↑  国土数値情報(駅別乗降客数データ)  （页面存档备份，存于） - 國土交通省，2019年7月4日參閲

## 外部連結
- 上菅｜車站資訊：JR出門網 - 西日本旅客鐵道